# Matthias Ranft
Matthias Ranft (* in Hamburg) ist ein deutscher klassischer Cellist.

## Werdegang
Matthias Ranft begann im Alter von sieben Jahren das Cellospiel. Bereits während seiner Gymnasialzeit erhielt er Unterricht an der Hochschule für Musik und Theater Hamburg bei Arthur Troester (1906–1997). Sein Studium schloss er an der Hochschule für Musik Freiburg bei Christoph Henkel ab. Anschließend studierte er in Bloomington (USA) bei Janos Starker.

## Musikalische Aktivitäten
1981–1983 war Ranft Solocellist der Hofer Symphoniker, von 1985 bis 2021 spielte er bei den Bamberger Symphonikern, ab 1992 Solo und von 2005 bis 2021 als erster Solocellist.
Matthias Ranft musiziert als Kammermusiker im Duo mit seiner Frau, der Pianistin Tomoko Ogasawara, weiter im (Klavier-)Trio Frankonia und im Ensemble "ABRAXAS". Darüber hinaus nimmt er regelmäßig an Festivals wie z. B. „Affinis“ in Japan teil.
Pädagogisch war er tätig 2001–2004 als Dozent an der Hochschule für Musik Freiburg und bei internationalen Meisterkursen in Japan.
Matthias Ranft ist auf zahlreichen Rundfunkaufnahmen und CD-Einspielungen zu hören.

## Diskographie
- Klassik für Menschenrechte (2), Kammerensembles der Bamberger Symphoniker, Klavins Music KM-016 B (1994)
- Beethoven – Debussy – Chopin. Sonaten für Violoncello und Klavier, Auris subtilis 2004, EAN 4260077710585[5]
- Robert Schumann: Fantsiestücke, darauf: Fünf Stücke im Volkston für Violoncello und Klavier op. 102, Ambitus amb 96 812, EAN 4011392968126
- Romantik!, Eigenverlag. Besetzung Violine, Klavier, Violoncello. Werke von Mendelssohn und Schumann.[5]

## Auszeichnungen
- DAAD-Stipendium
- 1984 Mendelssohn-Wettbewerb Berlin[6]